# گلوریا د اوسته
گلوریا د اوسته (به پرتغالی: Glória d'Oeste) یک منطقهٔ مسکونی در برزیل است که در ماتو گروسو واقع شده‌است. گلوریا د اوسته ۳٬۰۰۸ نفر جمعیت دارد.